# أمم المقاتل النهائي: كندا ضد أستراليا
أمم المقاتل النهائي: كندا ضد أستراليا (بالإنجليزية: The Ultimate Fighter Nations: Canada vs. Australia)‏ هو جزء من المسلسل التلفزيوني الواقعي المقاتل النهائي من إنتاج يو إف سي. إنها السلسلة الخامسة التي يتم إنتاجها خارج الولايات المتحدة والأول التي تم تصويرها في كندا.